# کلاغ‌واران
کلاغ‌واران (نام علمی: Corvoidea) نام یک بالاخانواده از راسته گنجشک‌سانان است.